# Karl Wilhelm Kolbe den yngre

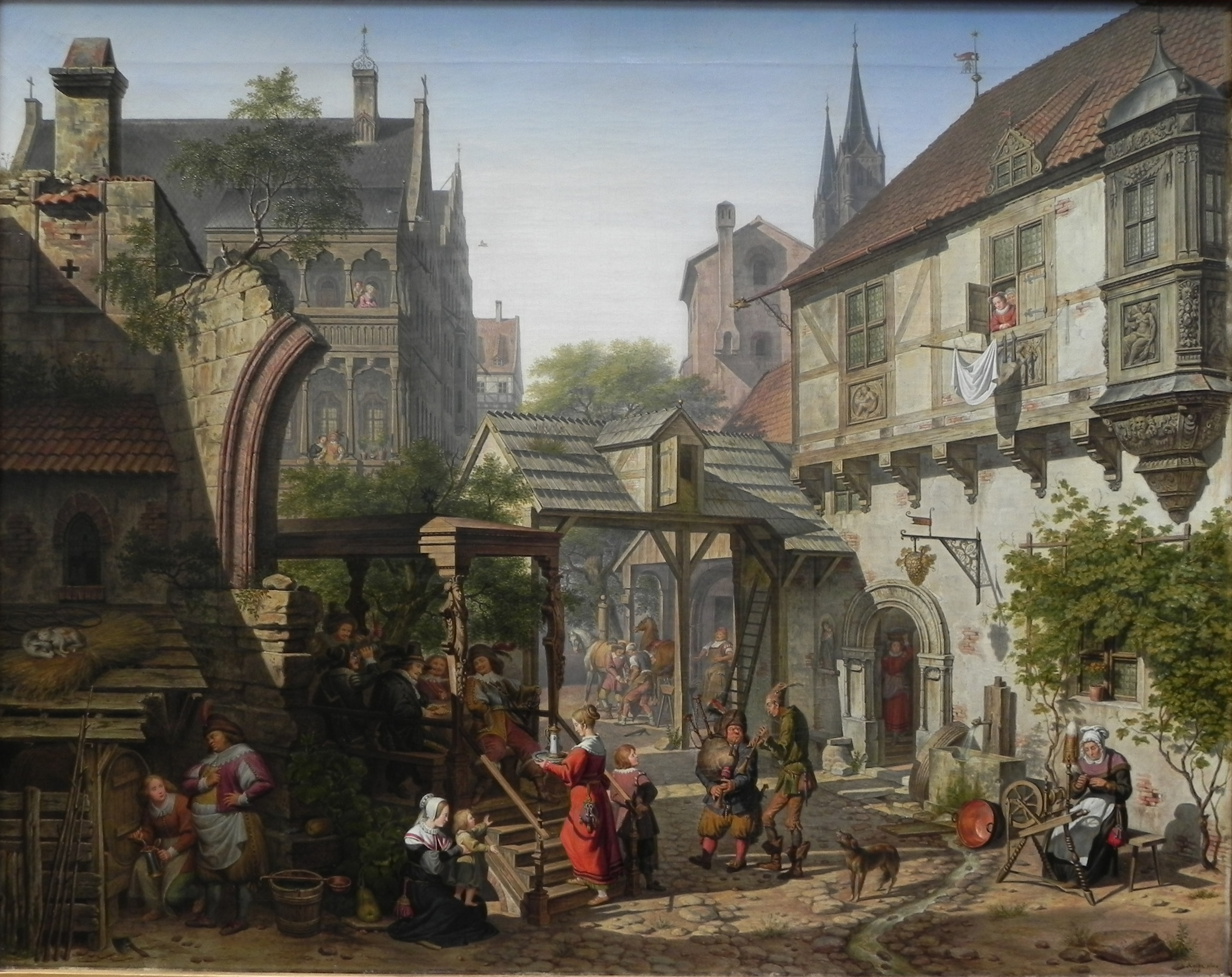
Altdeutsche Strasse av Kolbe, 1824.

Karl Wilhelm Kolbe den yngre, född 7 mars 1781 i Berlin, död där 8 april 1853, var en tysk målare, brorson till Karl Wilhelm Kolbe den äldre.
Kolbe studerade i sin födelsestad och blev en känd romantiker bland konstnärerna i Berlin. Riddarlivet och sagovärlden var Kolbes egentliga områden, han målade Wasserfahrt, Fürstin auf der Jagd, Doge und Dogaresse.
Dessutom utförde Kolbe historiemålningar, såsom Fredrik Barbarossa i slaget vid Antiokia, Hertig Vratislav av Pommern i sina sista ögonblick (i Berlins nationalgalleri), Karl V på flykt, Barbarossas lik vid Antiokia. 
I Marmorpalatset vid Potsdam målade han scener ur Nibelungenlied, och till hans främsta verk räknas kartonger till glasmålningar för slottet Marienburg med ämnen ur Tyska ordens historia (två skisser i nationalgalleriet, Berlin).